# Zaostřit, prosím!
Zaostřit, prosím! je český povídkový film z roku 1956 v režii Martina Friče, v němž hlavní roli vytvořil Vlasta Burian. Tento film je poslední (v pořadí čtyřicátý) film Vlasty Buriana, který se v té době již potýkal s velkými zdravotními problémy.

## Děj
Film obsahuje tři navzájem nesouvisející příběhy: první vypráví o účetním Přehršlem (Josef Kemr), kterého zajímá kariéra a stoupá po kariérním žebříčku, až nakonec jeho kariéra skončí. Druhý příběh je o literárním kritikovi Pošahalovi (Jan Pivec), který čeká na názor ministra. Poslední třetí je o řediteli (Gustav Heverle), který při své revizi na stavbě čeká „vzorný pořádek“ ale místo toho ho čeká „realita komunistického špatného pořádku“ a také setkání s účetním Duškem (Vlasta Burian).

## V hlavních úlohách hrají
- Vlasta Burian (účetní Dušek)
- Ladislav Pešek (komentátor – hlas)
- Josef Kemr (účetní Josef Přehršle)
- Ludmila Vostrčilová (Týna Přehršlová, jeho žena)
- Jan Pivec (kritik Pošahal)
- Stella Zázvorková (Pošahalová, jeho žena)
- Zdeňka Baldová (tchyně)
- Gustav Heverle (ředitel Bláha)
- Vlastimil Brodský (účetní Macek)
- František Vnouček (šéfredaktor)
- František Filipovský (tajemník ministra)
- Miloš Nedbal (ředitel)
- Lubomír Lipský (vrchní účetní Pištora)
- Ladislav Boháč (filmový režisér)
- Zdeněk Řehoř (autor Jan Hovorka)
- František Hanus (autor filmu)
- Robert Vrchota (kameraman)
- Božena Obrová (klapka)
- Josef Hlinomaz (náborový referent)
- Eduard Dubský (úředník)
- Alois Dvorský (starý hlídač)
- Fanda Mrázek (šofér)
- Jiří Sovák (Pošahalův přítel)
- Jiřina Bohdalová (sekretářka v redakci)
- Marie Rosůlková (sekretářka ministra)
- Václav Trégl, Jaroslav Moučka (delegáti u ministra)
- Miloš Willig (bagrista)
- a další…

## Autorský tým
- Satirickou veselohru · Podle námětu a scénáře: Jiřího Marka
- Režie: Martin Frič
- Kamera: Václav Pazderník
- Stavby: Ing. Kavel Škvor
- Asistent: Leo Karen
- Zvuk: Josef Vlček
- Střih: Jan Kohout
- Hudba: Ludvík Podéšť
- Filmový symfonický orchestr · Řídí: Dr. Štěpán Koníček
- Masky: Josef Mann
- Kostýmy: Aša Matéjovská
- Výprava: Jan Janda
- Pomocný režisér: Jiří Jungwirth
- Asistent režiséra: Marie Hejzlarová
- Asistenti kamery: S. Kautský, J. Kaiser
- Asistent zvuku: A. Zimmermann
- Asistent střihu: Jarmila Müllerová
- Vrchní osvětlovač: Tibor Winkler
- Vedoucí výroby: Ladislav Terš
- Zástupci vedoucího výroby: Rudolf Wolf
- "Zaostřit, prosím!"
- Námět: Jiří Marek
- Výroba: Studio uměleckých filmů

## Technické údaje
- Rok výroby: 1956
- Premiéra: 25. prosince 1956
- Zvuk: zvukový
- Barva: černobílý
- Délka: 80 minut
- Druh filmu: komedie a satira
- Země původu: Československo
- Jazyk: český
- Natočeno: v ateliéru a Praze